# Règlement sur l'intelligence artificielle (Union européenne)
Pour la réglementation de l'intelligence artificielle en général, voir l'article Réglementation de l'intelligence artificielle.
Lire en ligne

Règlement sur l'Intelligence Artificielle (sur Eur-Lex)

Le règlement sur l'intelligence artificielle est un règlement européen qui introduit un cadre réglementaire et juridique commun pour l'intelligence artificielle (IA) au sein de l'Union européenne. Il vise en particulier à gérer les risques associés à l'IA, qu'il classe en fonction du type d'application (risque minime, limité, élevé ou inacceptable), avec une catégorie spéciale pour l'IA à usage général comme ChatGPT. Il est entré en vigueur le 1er août 2024, ses dispositions entrant progressivement en application au cours des 6 à 36 mois suivants.
Cette législation interdit les applications d'IA dans des domaines considérés comme représentant un risque « inacceptable » tels que la notation sociale, n'impose pas de restriction pour le niveau de risque « minimal », et impose des obligations notamment de transparence pour les niveaux intermédiaires. Les systèmes d'IA à usage général pouvant poser un risque systémique sont soumis à des obligations particulières, et doivent notamment faire l'objet d'une évaluation de sécurité.
Elle s'étend à toute entité fournissant un produit ou un service à base d'IA (avec quelques exceptions dont le secteur militaire). Comme pour le Règlement Général de Protection des données (RGPD), la législation sur l'intelligence artificielle est extraterritoriale, s'appliquant aux produits utilisés dans l'Union Européenne mais ayant un impact indirect sur les fournisseurs étrangers.
Depuis le début de 2025, le règlement sur l'intelligence artificielle fait l'objet d'une première évaluation. D'autre part, une négociation est en cours entre la Commission européenne et les plateformes d'IA sur un code de bonnes pratiques conduite, avec une consultation de l'ensemble des parties prenantes, la presse, les auteurs, les artistes, etc. Ce code vise à faire respecter, par les grands acteurs de l'IA, les droits des auteurs et des éditeurs.

## Niveaux de risque
La législation sur l'intelligence artificielle classe les systèmes d'intelligence artificielle en cinq catégories, selon leur niveau de risque pour les droits fondamentaux dans l'Union européenne et la sécurité des personnes, des groupes, des sociétés et de la civilisation. Cette classification des risques de l'intelligence artificielle vise à assurer un équilibre entre la promotion de l'innovation et la protection des droits et des intérêts des citoyens européens face aux défis posés par l'intelligence artificielle. Les cinq catégories de risque sont :
1. Inacceptable : Ce sont en général ceux qui portent atteinte aux valeurs et aux droits fondamentaux de l'Union européenne, tels que la dignité humaine, la démocratie ou l'État de droit. Ces systèmes sont interdits par la législation sur l'intelligence artificielle. Il s'agit par exemple des systèmes d'intelligence artificielle qui manipulent le comportement humain, des systèmes de notation sociale. Cela inclut aussi les systèmes d'identification biométrique (reconnaissance faciale notamment) dans des zones accessibles au public, s'ils fonctionnent en temps réel et à distance[8].
2. Élevé : Cela concerne notamment les systèmes d'intelligence artificielle utilisés dans les secteurs de la santé, de l'éducation, du recrutement, de la gestion d'infrastructures critiques, du maintien de l'ordre ou de la justice[2]. Ces systèmes sont soumis à des exigences strictes en matière de qualité, de transparence, de supervision humaine et de sécurité[9]. Ils doivent être évalués avant leur mise sur le marché, ainsi qu'au cours de leur cycle de vie[2].
3. IA à usage général : Cette catégorie a été créée en 2023 à la suite de la rapide montée en popularité de systèmes d'IA polyvalents comme ChatGPT. Les systèmes d'IA à fort impact et pouvant poser des risques systémiques doivent suivre un processus approfondi d'évaluation et rapporter tout incident grave à la Commission européenne, là où les systèmes plus faibles n'ont que des obligations de transparence[2].
4. Limité : Ces systèmes sont soumis à des obligations de transparence visant à informer les utilisateurs qu'ils interagissent avec un système d'intelligence artificielle et à leur permettre d'exercer leurs choix. Les intelligences artificielles concernées sont par exemple celles qui permettent de générer ou manipuler des images, du son ou des vidéos (deepfakes notamment)[2].
5. Minimal : Cela concerne par exemple les systèmes d'IA utilisés pour les jeux vidéo ou les filtres anti-spam. Ces systèmes d'IA ne seront pas soumis à des obligations, mais les fournisseurs sont incités à suivre un code de conduite pouvant notamment traiter de durabilité environnementale, d'accessibilité aux personnes handicapées[8].

## Chronologie
La neuvième législature du Parlement européen commence en 2019 et se termine en 2024.
En février 2020, la Commission européenne publie le document « Livre blanc sur l'intelligence artificielle – Une approche européenne axée sur l’excellence et la confiance ». En octobre 2020 a lieu une période de débats entre dirigeants de l'Union Européenne. Le 21 avril 2021, la législation sur l'intelligence artificielle est officiellement proposée. Le 6 décembre 2022 le Conseil européen adopte l'orientation générale, ce qui permet d'entamer les négociations avec le Parlement européen. Le 9 décembre 2023, après trois jours de « négociation-marathon », le Conseil et le Parlement ont conclu un accord. Le 24 janvier 2024, la Commission européenne crée le Bureau européen de l’intelligence artificielle. Le 13 mars 2024, le projet de règlement européen est adopté par la neuvième législature du Parlement européen, par 523 voix pour et 46 contre. Le 21 mai 2024, les 27 ministres de l'Union européenne réunis en Conseil de l'Union européenne ont adopté le texte, ce qui permettra sa publication au Journal Officiel de l'Union Européenne. L'entrée en vigueur est survenue le 1er août 2024. La mise en application se fait ensuite progressivement : 
- En février 2025, le chapitre I correspondant aux dispositions générales et le chapitre  II correspondant à la pratique interdite en matière d'IA  c'est-à-dire les applications d'IA à risque « inacceptable » s'appliqueront.
- En août 2025, le  chapitre III section 4 (Autorités notifiantes et organismes notifié), le chapitre V (modèles d'IA à usage général), le chapitre VII (gouvernance), le chapitre XII (sanctions) contenant l'article 78 (confidentialité) s'appliqueront, à l'exception de l'article 101 (Amendes applicables aux fournisseurs).
- En août 2026 : l'ensemble du règlement s'applique, à l'exception de l'article 6, paragraphe 1 du chapitre III et  des obligations correspondant aux catégories de systèmes d'IA à risque « élevé » ;
- En août 2027, tout le règlement s'applique[15],[16].